# شيبويغن ريد سكينز
شيبويغن ريد سكينز كان فريق كرة سلة أمريكي للمحترفين تأسس في سنة 1933 يقع مقره في شيبويغن. نافس في دوري المحترفين الأمريكي. تم حل الفريق في سنة 1952.

## أبرز اللاعبين
من أبرز اللاعبين الذين لعبوا معه:
- بوب برانوم
- بوبي مكديرموت
- بادي جانيت
- داتش ديهنيرت
- مايك نوفاك
- مايك تودوروفيتش
- بول كلويد
- والي أوستيركورن